# I love shopping per il baby
I love shopping per il baby è il quinto romanzo della serie I Love Shopping della scrittrice britannica Sophie Kinsella.

## Trama
La vita di Rebecca Bloomwood sembra scorrere ormai sui giusti binari: il suo matrimonio con Luke va a gonfie vele, il rapporto con la sorella Jess migliora di giorno in giorno, e soprattutto sta per diventare madre, il che le fornisce innumerevoli pretesti per scorribande nei negozi alla ricerca di tutto ciò di cui un bebè alla moda - e la sua mamma - potrebbero avere bisogno. Luke Brandon marito di Becky da poco più di un anno con il quale ha visitato tutti i quattro angoli del mondo durante la luna di miele è impegnato nel concludere l'affare più importante della sua vita con la società Arcodas che gli permetterà di diventare miliardari. Becky è una personal shopper nel nuovo negozio The Look che purtroppo non riesce a decollare. Per l'arrivo nel neonato ogni cosa deve essere perfetta così Luke e Becky iniziano a cercare casa perché nel loro splendido attico non c'è posto per il bambino, dopo varie ricerche l'agenzia gli propone una casa assolutamente fantastica super accessoriata e con due stanze per bambini; una da femmina e una da maschio. Per concludere l'affare Becky promette alla padrona di casa, in regalo un paio di stivali bianchi ricercati in tutti i negozi e che è appena apparso su Vogue. 
La gravidanza di Becky è controllata dal dottor Braine, lo stesso che ha fatto nascere Luke, ma Becky vuole assolutamente cambiar medico quando viene alla conoscenza della dottoressa Venetia Carter, ginecologa delle star, la più richiesta al momento che segue le sue pazienti fino al parto tra massaggi thai e fiori di loto. Ma le cose si complicano, tuttavia, quando la splendida ginecologa à la page, con un fisico stupendo e dei splendidi capelli rossi, a cui Rebecca ha deciso di rivolgersi si rivela essere niente di meno che la fidanzatina di Luke ai tempi di Cambridge; lo stesso Luke diventa improvvisamente misterioso e sospetto, inizia a ricevere messaggi in latino da Venetia ed a mentire a Becky, e il pensiero che abbia un segreto tutt'altro che nobile non tarda ad affacciarsi alla mente dell'acuta consorte, che arriverà persino ad assumere un investigatore privato per controllare Luke.

## Edizioni
- Sophie Kinsella, I love shopping per il baby, traduzione di Adriana Colombo e Paola Frezza Pavese, Oscar Bestsellers, Arnoldo Mondadori Editore, 2009,  p. 350.

- Sophie Kinsella, I love shopping per il baby, traduzione di Adriana Colombo e Paola Frezza Pavese, collana I Miti, Arnoldo Mondadori Editore, 2008,  p. 457, ISBN 978-88-04-58049-2.

- Sophie Kinsella, I love shopping per il baby, traduzione di Adriana Colombo e Paola Frezza Pavese, Omnibus, Arnoldo Mondadori Editore, 2007,  p. 360, ISBN 978-88-04-56769-1.